# Мадонна с Младенцем и двумя ангелами, венчающими её короной
«Мадонна с Младенцем и двумя ангелами, венчающими Её короной» (исп. La Virgen con el Niño y dos ángeles que la coronan) — картина нидерландского живописца Герарда Давида, написанная около 1520 года. Картина находится в музее Прадо в Мадриде.

## Композиция и стиль
Картина происходит из Королевских коллекций и является прекрасным образцом религиозной живописи малого формата, привозимой из Фландрии. Такие картины удобные при перевозке и не столь дорогие, как алтари, были доступным решением для тех, кто приобретал святой образ для своего дома. Тщательная проработка деталей и использование золочения превращало эти картины в дорогие личные вещи. Мадонны Давида были написаны под итальянским влиянием, их мягко обрисованные фигуры обретали трогательную, лирическую человечность и пользовались большим спросом.
В этой картине фламандское внимание к деталям в сочетании с красотой лица Марии и изысканностью формы рождают у зрителя глубокое и спокойное религиозное чувство. Христос-Младенец играет букетиком фиолетовых цветов, которые являются символом Крестного пути и пролитой крови Христа, Мать наблюдает за Ним, а два ангела венчают Её короной. Использование на переднем плане фигуры в неполный рост усиливает эмоциональное воздействие картины.